# 大阪府立枚岡樟風高等学校
大阪府立枚岡樟風高等学校（おおさかふりつ ひらおかしょうふうこうとうがっこう）は、大阪府東大阪市鷹殿町にある公立の高等学校。

## 概要
従来の大阪府立玉川高等学校と大阪府立食品産業高等学校を統合し、2001年に総合学科の高等学校として開校した。実業高等学校を前身とする大阪府立の総合学科高校は、枚岡樟風高等学校が初めての設置となる。
校舎は、従来の食品産業高等学校の敷地を引き継いで利用している。また旧玉川高等学校跡地に2006年、大阪府立たまがわ高等支援学校が開校し、枚岡樟風高校にも共生推進教室を設置して連携している。

## 沿革
- 1968年 - 前身校の大阪府立食品産業高等学校が、食品加工系の学科を持つ実業高校として開校。
- 1984年 - 前身校の大阪府立玉川高等学校が、全日制普通科高校として東大阪市稲葉2丁目に開校。
- 1999年 - 食品産業・玉川の両校を統合する方針を発表。
- 2001年 - 大阪府立枚岡樟風高等学校が開校。食品産業・玉川の両校を募集停止。
- 2003年 - 食品産業・玉川の両校が閉校。

## 交通
- 近鉄奈良線瓢箪山駅から北へ約900m。
- 近鉄けいはんな線新石切駅から近鉄バス乗車、鷹殿町バス停下車。

## 出身者
- 中村あゆみ - 歌手（※旧食品産業高等学校中退）
- 池脇千鶴 - 女優（※旧玉川高等学校中退）
- 木下隆行 - お笑いタレント（TKO）（※旧食品産業高等学校1年時中退）